# Bibiana Zeller

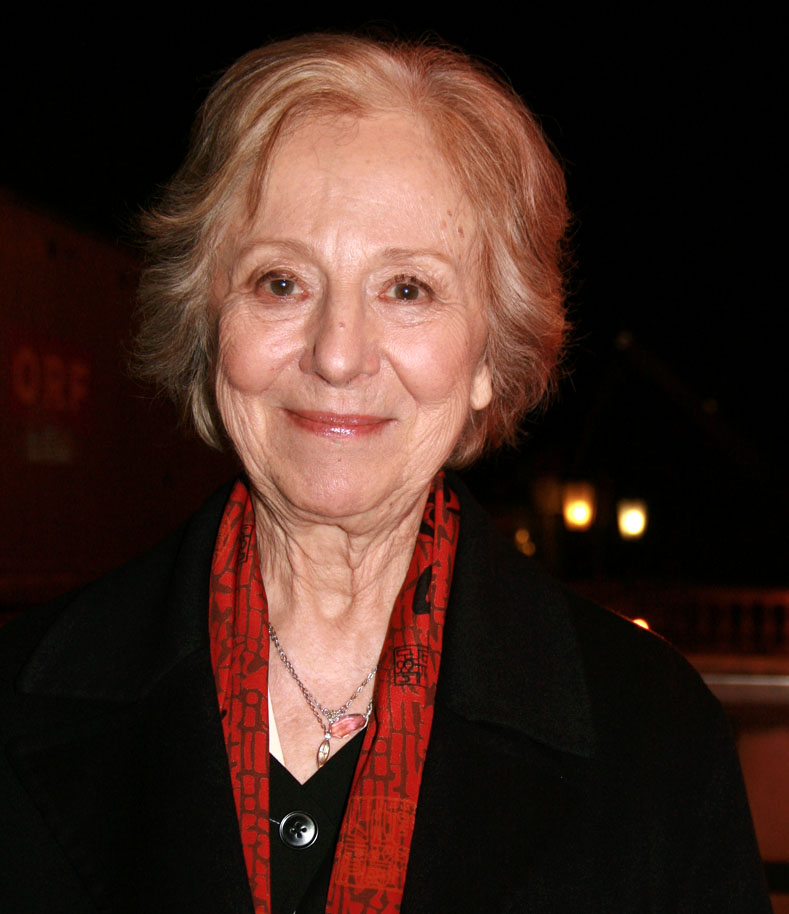
Bibiana Zeller bei der Romyverleihung 2010

Bibiana Zeller (* 25. Februar 1928 in Mauer bei Wien; † 16. Juli 2023 in Wien als Bibiana Stark) war eine österreichische Schauspielerin. Einem breiteren Publikum war das langjährige Ensemblemitglied des Wiener Burgtheaters als Frau Ilse Kottan in der satirischen Krimiserie Kottan ermittelt bekannt.

## Leben
Bibiana Zeller lebte mit ihren Eltern am Wiener Rudolfsplatz. Nach dem Gymnasium absolvierte sie eine Schauspielausbildung am heutigen Franz Schubert Konservatorium. Weil sie den Zweiten Weltkrieg unter der nationalsozialistischen Herrschaft so grausam gefunden habe, sei sie aus einer „Flucht aus der Realität“ Schauspielerin geworden. Am 7. Februar 1948 trat sie im Volksbildungshaus Margareten in Hans Weigels Barabbas auf. Als sie im Mai 1948 im Studio junger Schauspieler gastierte, urteilte die Presse: „Vom Ensemble fiel hier lediglich Bibiana Zeller in einer ausgezeichneten Studie auf.“ Kurz darauf nahm man sie als „Schauspieler[in] von beachtlichem Können“ wahr.
1951 begann sie ihre schauspielerische Laufbahn mit einem Engagement am Theater in der Josefstadt. Ab 1952 arbeitete sie in einigen deutschen Großstädten, wobei sie immer wieder zu Gastspielen in die Josefstadt zurückkam. Ab 1956 arbeitete sie für fünfzehn Jahre als freie Schauspielerin, war im Ensemble von Herbert Wochinz im Theater am Fleischmarkt und bei den Komödienspielen in Spittal an der Drau. Außerdem war sie dem Theater am Kurfürstendamm in Berlin, der Komödie in Stuttgart und dem Theater Bonn eng verbunden. 1972 folgte dann ihr Wechsel ins Ensemble des Wiener Burgtheaters, dem sie bis zu ihrer Pensionierung 1999 angehörte; bis 2012 spielte sie jedoch noch einige Rollen am Burgtheater.
Sie wirkte ab Anfang der 1950er Jahre in zahlreichen Filmen, Fernsehspielen, Verfilmungen von Theaterstoff und in Fernsehserien mit, darunter in Carl Merz’ Passion eines Politikers (Regie Otto Anton Eder), in der sie die weibliche Hauptrolle Melanie, Gattin des Nationalrats Bröschl (Helmut Qualtinger), spielte. Einer breiteren Öffentlichkeit bekannt wurde sie in Helmut Zenkers Kult-Krimiserie Kottan ermittelt (Regie Peter Patzak), in der sie als Ilse Kottan brillierte. In Julia – Eine ungewöhnliche Frau spielte sie 1999 und 2000 die Rolle der Hertha Mähr und von 2008 bis 2011 die Hilde Horrowitz in der Fernsehserie Oben ohne. Weitere bekanntere Kino- und Fernsehfilme mit ihrer Mitwirkung waren Wanted (Harald Sicheritz) und Zuckeroma (Xaver Schwarzenberger). In Live is Life – Die Spätzünder (Wolfgang Murnberger) stellte sie ein Mitglied einer Rentner-Rock-Band dar. Mit Kottan ermittelt: Rien ne va plus spielte sie in dem Kinofilm von Jan Zenker (Drehbuch; Sohn von Helmut Zenker) und Peter Patzak (Regie) noch einmal Kottans Ehefrau.
Bei den Salzburger Festspielen stand Bibiana Zeller 2005 als Jedermanns Mutter auf der Bühne am Domplatz. Sie beeindruckte in vielen Rollenfächern, vor allem aber als Darstellerin von leicht skurrilen Frauentypen. Im Jahr 2000 wurde sie von der Ö1-Hörspieljury mit dem ORF-Hörspielpreis als Schauspielerin des Jahres ausgezeichnet.
Am 16. Juli 2023 starb Zeller im Alter von 95 Jahren und wurde am 11. August am Wiener Zentralfriedhof in einem Ehrengrab der Stadt Wien (Gruppe 33 G, Nummer 23) beigesetzt.

### Familie
Bibiana Zeller war in zweiter Ehe mit ihrem Schauspielkollegen Eugen Stark (1936–2021) verheiratet, dessen Familiennamen sie annahm. Aus ihrer ersten Ehe mit dem Regisseur Otto Anton Eder hatte sie zwei Söhne. Einer davon ist der Kameramann Fabian Eder, der mit der Schauspielerin Katharina Stemberger verheiratet ist.

### Zitate
- Der Standard: „Ganz berühmt hat Sie Ihre Rolle in Kottan gemacht. …“

„… mit dem Kottan ist das etwas Besonderes. Wo ich auch hinfliege: Alle kennen Kottan, sprechen mich darauf an.“
- Der Standard: „Letzte Frage: Worum geht’s im Leben?“

„Live is life. Ja?“

## Filmografie
- 1958: Die Conways und die Zeit – Regie: Theodor Grädler
- 1962: Der fidele Bauer – Regie: Kurt Wilhelm
- 1962: Parlez-vous français? – Regie: Franz Reichert
- 1965: Die verhängnisvolle Faschingsnacht – Regie: Karl Stanzl, Heinrich Schnitzler
- 1966: Minister gesucht – Regie: Rolf von Sydow
- 1966: Das Märchen – Regie: Theodor Grädler
- 1967: Ein Monat auf dem Lande – Regie: Wolfgang Glück
- 1967: Das Veilchen – Regie: Wolfgang Lesowsky, Hermann Kutscher
- 1968: Ein Sommernachtstraum – Regie: William Dieterle
- 1968: Frühere Verhältnisse – Regie: Gerhard Klingenberg
- 1969: Kampl – Regie: Hellmuth Matiasek
- 1969: Schwester Bonaventura – Regie: Hermann Kutscher
- 1969: Smeraldina – Regie: Otto Anton Eder
- 1970: Zug fährt Wiental – Regie: Günter Gräwert
- 1970: Das weite Land – Regie: Peter Beauvais
- 1970: Passion eines Politikers – Regie: Otto Anton Eder
- 1970: Blaues Wild – Regie: Peter Schulze-Rohr
- 1970: Die Prinzessin und der Schweinehirt – Regie: Florian Lepuschitz
- 1971: Wiener Totentanz – Regie: Walter Davy
- 1972: Die Abenteuer des braven Soldaten Schwejk (vier Folgen) – Regie: Wolfgang Liebeneiner
- 1972: Der Illegale (Dreiteiler) – Regie: Günter Gräwert
- 1972: Elisabeth Kaiserin von Österreich – Regie: Willy Fritsch
- 1972: Tatort – Die Samtfalle
- 1973: Kain – Regie: Dietmar Schönherr
- 1973: Hallo – Hotel Sacher … Portier! – Der Filmstar – Regie: Hermann Kugelstadt
- 1973: Ein junger Mann aus dem Innviertel – Regie: Axel Corti
- 1976: Tatort: Annoncen-Mord – Regie: Peter Weck
- 1976–1983: Kottan ermittelt – Regie: Peter Patzak
- 1978: Vor Gericht seh’n wir uns wieder – Regie: Peter Weck
- 1980: Die Einfälle der heiligen Klara – Regie: Vojtěch Jasný
- 1986: Der Leihopa – … und er singt so schön! – Regie: Otto Anton Eder
- 1988: Der Vorhang fällt – Regie: Walter Davy
- 1992: Duett – Regie: Xaver Schwarzenberger
- 1992: Ferien mit Silvester – Regie: Bernd Neuburger
- 1993: Die skandalösen Frauen – Regie: Xaver Schwarzenberger
- 1994: Die Knickerbocker-Bande: Das sprechende Grab – Regie: Marijan David Vajda
- 1995: Zum Glück gibt’s meine Frau – Regie: Xaver Schwarzenberger
- 1997: Qualtingers Wien – Regie: Harald Sicheritz
- 1997: Lamorte – Regie: Xaver Schwarzenberger
- 1998: Wie eine schwarze Möwe – Regie: Nobert Beilharz
- 1999: Fink fährt ab – Regie: Harald Sicheritz
- 1999–2000: Julia – Eine ungewöhnliche Frau (26 Folgen)
- 1999–2001: MA 2412 (sieben Folgen) – Regie: Harald Sicheritz
- 2001: Jetzt bringen wir unsere Männer um – Regie: Holger C. Gotha
- 2002: Der Bulle von Tölz: Salzburger Nockerl – Regie: Werner Masten
- 2002: Taxi für eine Leiche – Regie: Wolfgang Murnberger
- 2004: Zuckeroma – Regie: Xaver Schwarzenberger
- 2006: Feine Dame – Regie: Xaver Schwarzenberger
- 2007: Vier Frauen und ein Todesfall (zwei Folgen) – Regie: Claudia Jüptner
- 2007: Hilfe! Hochzeit! – Die schlimmste Woche meines Lebens (fünf Folgen) – Regie: Isabel Kleefeld
- 2008: SOKO Kitzbühel – Schatting – Regie: Fabian Eder
- 2008: Polly Adler – Die Asche ihrer Mutter – Regie: Peter Gersina
- 2008: Meine liebe Familie (zwei Folgen) – Regie: Dagmar Damek
- 2008: Lilly Schönauer – Für immer und einen Tag – Regie: Holger Barthel
- 2008–2011: Oben ohne (Folgen 11–26) – Regie: Reinhard Schwabenitzky
- 2009: Tatort: Altlasten
- 2010: Die Spätzünder – Regie: Wolfgang Murnberger
- 2010: Oh Shit! – Regie: Christoph Schrewe
- 2010: Lüg weiter, Liebling – Regie: Gabriela Zerhau
- 2011: Adel Dich
- 2011: Der Wettbewerb
- 2012: Hochzeiten – Regie: Nikolai Müllerschön
- 2012: Braunschlag – Regie: David Schalko
- 2012: Die Jagd nach dem Bernsteinzimmer – Regie: Florian Baxmeyer
- 2012: Obendrüber, da schneit es – Regie: Vivian Naefe
- 2012: Die letzte Fahrt
- 2012: Pastewka (Der Trip Teil 2)
- 2013: Alles Schwindel (Fernsehfilm)
- 2013: Flaschenpost an meinen Mann
- 2013: Just Married – Hochzeiten zwei
- 2013: Die Spätzünder 2 – Der Himmel soll warten – Regie: Wolfgang Murnberger
- 2014: Um Himmels Willen – Das Wunder von Fatima – Regie: Dennis Satin

Kino
- 1952: Abenteuer im Schloss – Regie: Rudolf Steinboeck
- 1954: Die Hexe – Regie: Gustav Ucicky
- 1981: Den Tüchtigen gehört die Welt – Regie: Peter Patzak
- 1995: Die Ameisenstraße – Regie: Michael Glawogger
- 1997: Der Unfisch – Regie: Robert Dornhelm
- 1999: Wanted – Regie: Harald Sicheritz
- 2001: Ene mene muh – und tot bist du – Regie: Houchang Allahyari
- 2010: Kottan ermittelt: Rien ne va plus – Regie: Peter Patzak
- 2011: Wie man leben soll – Regie: David Schalko
- 2012: Das Pferd auf dem Balkon – Regie: Hüseyin Tabak
- 2015: Gespensterjäger – Auf eisiger Spur – Regie: Tobi Baumann
- 2016: Die Blumen von gestern – Regie: Chris Kraus

## Theater (Auswahl)
- 1965: Ein Sommernachtstraum (Regie: William Dieterle) Festspiele Bad Hersfeld
- 1982: Es fing ein Knab’ ein Vögelein (Regie: Susanne Zanke) – Burgtheater Wien
- 1988: Heldenplatz (Regie: Claus Peymann) – Burgtheater Wien
- 2001: Glaube und Heimat (Autor: Karl Schönherr) – Burgtheater Wien
- 2003: Elisabeth II. (Regie: Thomas Langhoff) – Burgtheater Wien
- 2006: Jedermann (als Jedermanns Mutter) – Salzburger Festspiele

## Hörbücher
- 2017: Lewis Carroll: Alice Im Wunderland und hinter den Spiegeln, Hierax Medien, ISBN 978-3-86352-116-5

## Hörspiele
- 2008: Marie von Ebner-Eschenbach: Das Gemeindekind (Mutter) – Regie: Götz Fritsch (Hörspiel – ORF/MDR)
- 2009: Jürg Amann: Im Zug der Zeit – Regie: Götz Fritsch (Hörspiel – ORF)

## Auszeichnungen
- Goldenes Ehrenzeichen für Verdienste um die Republik Österreich[1][10]
- 1988: Großes Goldenes Ehrenzeichen für Verdienste um das Land Wien[11][12]
- 1998: Kammerschauspielerin[13]
- 2000: ORF-Hörspielpreis als Schauspielerin des Jahres
- 2004: Österreichisches Ehrenkreuz für Wissenschaft u. Kunst I. Klasse[14]

- 2004: Goldene Olive, International Festival in Bar (Montenegro) als Beste Schauspielerin[11]
- 2010: Romy als Beliebteste Schauspielerin
- 2011: Preis der Freunde der Filmakademie Wien[15]